# Seidenfadenia mitrata
Seidenfadenia mitrata là một loài thực vật có hoa trong họ Lan. Loài này được (Rchb.f.) Garay miêu tả khoa học đầu tiên năm 1972.

## Hình ảnh

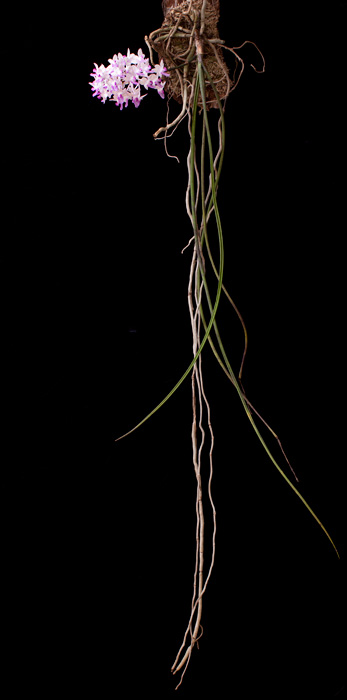
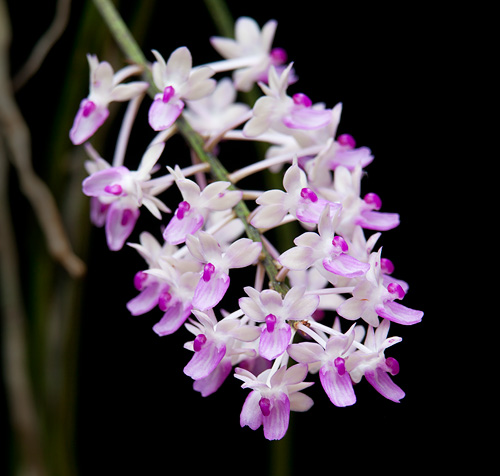